# Pierangelo Pin
Pierangelo Pin (San Fior, 10 dicembre 1959) è un ex arbitro di calcio italiano.

## Carriera
Appartenente alla sezione AIA di Conegliano, debuttò in Serie B nella stagione 1996-1997, precisamente il 15 settembre 1996 nella partita Foggia-Castel di Sangro.
Esordì in Serie A nella stagione 1996-1997, il 25 maggio 1997 nell'incontro Fiorentina-Reggiana.
L'ultima gara arbitrata in Serie A, risalente alla stagione 1997-1998, è stata Milan-Napoli del 26 aprile 1998.
L'ultima partita diretta in Serie B, risalente alla stagione 1999-2000, è stata Pistoiese-Ternana del 5 maggio 2000.
Ha un consuntivo finale di 3 presenze in Serie A e 65 in Serie B.